# Conservatorio de la Cultura Gastronómica Mexicana
El Conservatorio de la Cultura Gastronómica Mexicana (CCGM) es una organización de la sociedad civil mexicana, que tiene como objetivo la salvaguardia de las raíces, la identidad y la continuidad de la gastronomía de México. Es un agente coadyuvante en la preservación del patrimonio gastronómico, así como en la protección de la soberanía alimentaria de México. 
Se le atribuye la misión de ayudar a preservar el tronco común de productos, prácticas y conocimientos, y promover la expresión de corrientes innovadoras, que garanticen la continuidad de la gastronomía mexicana. El CCGM es también un organismo consultor de la UNESCO.
En el ejercicio de sus capacidades el Conservatorio, bajo la presidencia de Gloria López Morales, anunció la preparación y el envío del expediente técnico a la UNESCO a fin de inscribir a la Cocina Tradicional Mexicana en la lista representativa del Patrimonio Cultural Inmaterial de la Humanidad. Este propósito fue finalmente logrado en noviembre de 2010.

## Cocina tradicional mexicana
La cocina mexicana tiene su origen en las principales culturas culinarias de la amplia y diversa geografía de México desde tiempos prehispánicos. Se ha ido enriqueciendo a lo largo del tiempo y en la actualidad es considerada como una de las más variadas y originales del mundo, gracias a la biodiversidad de su medio natural y a la creatividad de los pueblos que la han desarrollado.
Se distingue esta cocina por el predominio del maíz y de los productos de la milpa, como el frijol y la calabaza, que complementan junto con el chile, a la planta milenaria, que ha sido la base de la alimentación de los mexicanos y de los pueblos originarios del territorio actual de México, por milenios.
A estos cultivos, se añaden otros productos como el tomate, el aguacate,  la vainilla, el chocolate y una gran variedad de frutos, que en conjunto integran la materia prima esencial de la cocina tradicional mexicana.
La diversidad  de este arte culinario de México se caracteriza además por elaboraciones y técnicas, también originarias, que han pervivido por centurias y cuya conservación es atribuible sólo, a la lealtad y a la fidelidad con que se han transmitido esos saberes culinarios de generación en generación, por parte de quienes se han constituido en custodios de las tradiciones que forman parte no sólo del patrimonio cultural, sino de la soberanía alimentaria de México.

## Funciones del Conservatorio
El CCGM emprende acciones para la salvaguardia, preservación y promoción de la cocina y el sistema alimentario mexicano, a los que reconoce como manifestación sobresaliente del patrimonio cultural del país.
Promueve las corrientes innovadoras de la cocina mexicana inspiradas en la tradiciones culinarias  y en el manejo sustentable de los recursos naturales.
Difunde las investigaciones y trabajos que se realizan en torno al tema alimentario, especialmente en los casos en que están dirigidos a fortalecer el desarrollo sustentable y a proteger el patrimonio cultural.

## Líneas de acción
El CCGM, conforme a su carta constitutiva, está comprometido y empeñado en:

### Académica
Orientar la investigación y la educación hacia enfoques innovadores. Reforzar la relación entre los procesos innovadores en la esfera de la gastronomía, con la economía, con las ciencias agrícolas, con los cultivos, los modos de producción y la preparación de los alimentos tradicionales. 

### Didáctica y productiva
Fomentar y articular la creación de Casas de la Comida Mexicana, dentro y fuera del territorio de México, para que en ellas las cocineras tradicionales, las mayoras, los chefs, los estudiantes, pongan en práctica las tradiciones culinarias, presten los servicios gastronómicos y difundan entre el público los más altos valores de la gastronomía mexicana.

### Promoción y difusión
Difundir las diversas expresiones del patrimonio cultural gastronómico de México aprovechando las nuevas tecnologías de la cibernética, mediante la creación de un Centro especializado de documentación y con apoyo en todos los medios a su legítimo alcance.